# 岩城あさみ
岩城 あさみ（いわしろ あさみ、1991年(平成3年)12月5日 - ）は、劇団四季所属のミュージカル俳優。愛知県愛知郡長久手町（現長久手市）出身。

## 人物
東京藝術大学卒業。日本クラシック音楽コンクール声楽部門大学の部最高位。
2014年劇団四季研究所入所。
2025年1月24日退団。

## 主な出演作品
- キャッツ（シラバブ役）-初舞台
- オペラ座の怪人（女性アンサンブル4枠、クリスティーヌ）[3][4]
- ノートルダムの鐘（女性アンサンブル1枠）

## テレビ
- 1998年、仙台放送『はいっチーズ!』レギュラー出演。